# Ian Buchanan
Ian Buchanan (Hamilton, Reino Unido, 16 de junio de 1957) es un actor de televisión escocés que ha aparecido en múltiples series estadounidenses incluyendo General Hospital, Port Charles, The Bold and the Beautiful, All My Children, y Days of Our Lives.

## Carrera
Después de estudiar Interpretación en Nueva York en el Instituto de Teatro y Cine Lee Strasberg y privadamente con Marcia Haufrecht, el primer gran papel de Buchanan vino en 1986, cuando se unió al elenco de General Hospital en el papel de Duke Lavery, el cual él interpretó hasta 1989. Después de dejar el papel de Lavery, Buchanan apareció en papeles en series exitosas incluyendo It's Garry Shandling's Show como Ian McFyfer de 1988 a 1990, y Twin Peaks como Dick Tremayne de 1990 a 1991. 
En 1990, interpretó al rico publicista de revista de estilo Playboy en la serie de televisión Columbo, en el episodio Columbo Cries Wolf. También apareció como invitado en cuatro episodios de la serie de 1990 The Flash como el villano principal, Stan Kovacs. Apareció en 1993 en un episodio de Quantum Leap, titulado "Blood Moon."  
En 1993, Buchanan regresó a las series de día y fue elenco de The Bold and the Beautiful en su segundo papel de día más reconocido como el Dr. James Warwick, el cual interpretó hasta 1999. Buchanan, desde entonces ha retomado su papel como Warwick en varias apariciones invitadas de 2004 a 2011. Después de terminar su aparición regular como Warwick, Buchanan tuvo una corta aparición en Days of Our Lives en 2001 como Lord Sheraton.
En 2002, se unió al elenco de Port Charles interpretando al siniestro Joshua Temple hasta el final de la serie en 2003.
En 2005, Buchanan se unió al elenco de All My Children, en el papel del Dr. Greg Madden, un especialista en fertilidad involucrado en el controvertido "des-aborto" de Erica Kane (Susan Lucci), así como en el secuestro de la hija de Dixie Martin (Cady McClain) y Tad Martin (Michael E. Knight). El papel de Buchanan como Madden terminó el 5 de julio de 2006, cuando su personaje murió al ser quemado vivo.[cita requerida]
En 2012, Buchanan se unió a Days of Our Lives en el papel de Ian McAllister, marido de Madison James (Sarah Brown) y antiguo amante de Kate Roberts DiMera, (Lauren Koslow), pero lo dejó en agosto, a causa de un cambio de la dirección de la serie.[cita requerida]
El 27 de agosto de 2012, Buchanan regresó a General Hospital como Duke Lavery después de una ausencia de 23 años. El 12 de noviembre, se reveló que Buchanan estaba interpretando un papel doble.  "Duke Lavery" era en verdad Cesar Faison disfrazado, y Faison estaba reteniendo al verdadero Duke como rehén en una clínica de Lucerna, Suiza. El 5 de julio de 2017, se anunció que retomaría su papel como James Warwick en The Bold and the Beautiful.

## Filmografía

### Película
| Año   | Título                   | Papel          | Notas                                                                                | ref   |
| ----- | ------------------------ | -------------- | ------------------------------------------------------------------------------------ | ----- |
| 2000- | Lying In Wait            | George         |                                                                                      |       |
| 2002  | La habitación del pánico | Evan Kurlander |                                                                                      |       |
| 2009  | Make The Yuletide Gay    | Peter Stanford | Premiado en el Inside Out Toronto LGBT Film and Video Festival el 17 de mayo de 2009 | [ 9 ] |

### Televisión
| Año                                | Título                         | Role                     | Notas | ref |
| ---------------------------------- | ------------------------------ | ------------------------ | --- | --- |
| 1986                               | General Hospital               | Duke Lavery              | 1986–89 (contrato); 2012–15 (recurrente); 2016 & 2017 (invitado especial)                                                      |     |
| 1988–90                            | It's Garry Shandling's Show    | Ian McFryer              | |     |
| 1990                               | Columbo                        | Sean Brantley            | Episodio: "Columbo Cries Wolf" (S 9:Ep 2)                                                                                      |     |
| 1990                               | The Flash                      | Stan Kovacs              | Episodio: "Honor Among Thieves" (S 1:Ep 3)                                                                                     |     |
| 1990–91                            | Twin Peaks                     | Dick Tremayne            | |     |
| 1992                               | On the Air                     | Lester Guy               | |     |
| 1992                               | The Larry Sanders Show         | Johnathan Litman         | Episodio: "The New Producer" (S 1:Ep5)                                                                                         |     |
| 1993                               | Quantum Leap                   | Victor                   | Episodio: "Blood Moon" (S 5:Ep 15)                                                                                             |     |
| 1993–99, 2004, 2008–09, 2011, 2017 | The Bold and the Beautiful     | Dr. James Warwick        | Contrato: 1993–99 Recurrente: 2004, 2008–09, 2011, 2017                                                                        |     |
| 1995                               | The Nanny                      | Julius Kimble            | Episodio: "Dope Diamond" (S 3:Ep 3)                                                                                            |     |
| 1995                               | Gárgolas                       | Constantine              | Episodio: "Avalon, Part One" (S 2:Ep 21)                                                                                       |     |
| 1996                               | NYPD Blue                      | Príncipe Laszlo Forsmann | Episodio: "Where'd the Van Gogh?" (S 4: Ep 5)                                                                                  |     |
| 1999                               | Batman del futuro              | Dr. Able Cuvier          | Episodio: " Splicers" (S 2:Ep 1)                                                                                               |     |
| 2000                               | Norm                           | Jack/Fernando            | Episodio: "Norm vs. the Sacrifice" (S 1: Ep 3)                                                                                 |     |
| 2001                               | Days of Our Lives              | Lord Sheraton            | 4 episodios |     |
| 2001                               | Nash Bridges                   | Franz Planck             | Episodio: "The Partner" (S 6:Ep 16)                                                                                            |     |
| 2001                               | Charmed                        | Raynor                   | Episodios: - "The Demon Who Came In from the Cold" (S 3:Ep 19) - "Exit Strategy" (S 3:Ep 20)                                   |     |
| 2002                               | Raising Dad                    | Dr. Fields               | Episodio: "Daughter Nose Best" (S 1:Ep 21)                                                                                     |     |
| 2002–03                            | Port Charles                   | Joshua Temple            | Recurrente |     |
| 2002–03                            | Liga de la Justicia            | Ultra-Humanite           | Episodios: - "Injustice For All, Part 1" (S 1:Ep 18) - "Injustice For All, Part 2" (S 1:Ep 19) - "Comfort and Joy" (S 2:Ep 23) |     |
| 2003                               | Stargate SG-1                  | Primero                  | Episodio: "Unnatural Selection, Part 2" (S 6:Ep 12)                                                                            |     |
| 2004                               | Alias                          | Johannes Gathird         | Episodio: "After Six" (S 3:Ep 13)                                                                                              |     |
| 2004                               | Hope & Faith                   | Himself                  | Episodios: - "Daytime Emmys, Part 1" (S 1:Ep 24) - "Daytime Emmys, Part 2" {S 1:Ep 25)                                         |     |
| 2005                               | Yes, Dear                      | Paul                     | Episodio: "The Radford Reshuffle" (S 6: Ep1)                                                                                   |     |
| 2005–06                            | All My Children                | Dr. Greg Madden          | |     |
| 2007                               | Nip/Tuck                       | Damien Sands             | Episodio: "Damien Sands" (S 5:Ep 6)                                                                                            |     |
| 2009                               | Batman: The Brave and the Bold | Sherlock Holmes          | Episodio: " Trials of the Demon!" (S 1:Ep 15)                                                                                  |     |
| 2012                               | Days of Our Lives              | Ian McAllister           | |     |
| 2012                               | General Hospital               | Cesar Faison             | Faison usando una máscara. |     |

## Premios y nominaciones
| Año  | Premio                        | Categoría                                                | Work                       | Result |
| ---- | ----------------------------- | -------------------------------------------------------- | -------------------------- | ------ |
| 1988 | 4th Soap Opera Digest Awards  | Mejor Actor Revelación: Día                              | General Hospital           |        |
| 1988 | 4th Soap Opera Digest Awards  | Favorita Superpareja: Día - compartido con Finola Hughes | General Hospital           |        |
| 1989 | 5th Soap Opera Digest Awards  | Favorita Superpareja: Día - compartido con Finola Hughes | General Hospital           |        |
| 1989 | 5th Soap Opera Digest Awards  | Mejor Héroe: Día                                         | General Hospital           |        |
| 1997 | 24th Daytime Emmy Awards      | Mejor Actor de Reparto en Serie Dramática                | The Bold and the Beautiful |        |
| 1998 | 25th Daytime Emmy Awards      | Mejor Actor de Reparto en Serie Dramática                | The Bold and the Beautiful |        |
| 1999 | 15th Soap Opera Digest Awards | Mejor Actor de Reparto                                   | The Bold and the Beautiful |        |